# Pontenx-les-Forges
Pontenx-les-Forges (gaskonsko Pontens) je naselje in občina v francoskem departmaju Landes regije Akvitanije. Naselje je leta 2009 imelo 1.427 prebivalcev.

## Geografija
Kraj leži v pokrajini Gaskonji jugovzhodno od jezera Étang d'Aureilhan, 72 km severozahodno od Mont-de-Marsana.

## Uprava
Občina Pontenx-les-Forges skupaj s sosednjimi občinami Aureilhan, Bias, Mézos, Mimizan  in Saint-Paul-en-Born sestavlja kanton Mimizan s sedežem v Mimizanu. Kanton je sestavni del okrožja Mont-de-Marsan.

## Zanimivosti
- gotska cerkev sv. Martina iz 15. stoletja, prenovljena v 19. stoletju,
- gotska cerkev sv. Janeza Krstnika, Bourricos, iz 12. do 15. stoletja, vmesna postaja primorske variante romarske poti v Santiago de Compostelo, tim. Voie de Soulac.

## Promet
Pontenx-les-Forges se nahaja ob državni cesti (Route nationale) 626, med Mimizanom in Sabresom.